# Inverbervie (circonscription du Parlement d'Écosse)
Inverbervie (anciennement juste Bervie) dans le Kincardineshire était un Burgh royal qui a élu un Commissaire au Parlement d'Écosse et à la Convention des États.
Après les Actes d'Union de 1707, Inverbervie, Aberdeen, Arbroath, Brechin et Montrose ont formé le district d'Aberdeen, envoyant un membre à la Chambre des communes de Grande-Bretagne.

## Liste des commissaires de burgh
- 1612: Arthur Rae[1]
- 1670: Robert Carnegie[2]
- 1672–74: Andrew Cuming[3]
- 1678: John Ayton[4]
- 1681-82: Alexander Man[5]
- 1685-86, 1689 (convention), 1689–1702: William Beattie, bailli[6]
- 1702-1707: Alexander Arbuthnott, connu après 1704 sous le nom d'Alexander Maitland[7]

En 1707, Maitland fut choisi pour être l'un des représentants écossais au premier Parlement de Grande-Bretagne.